# Politique en Moldavie

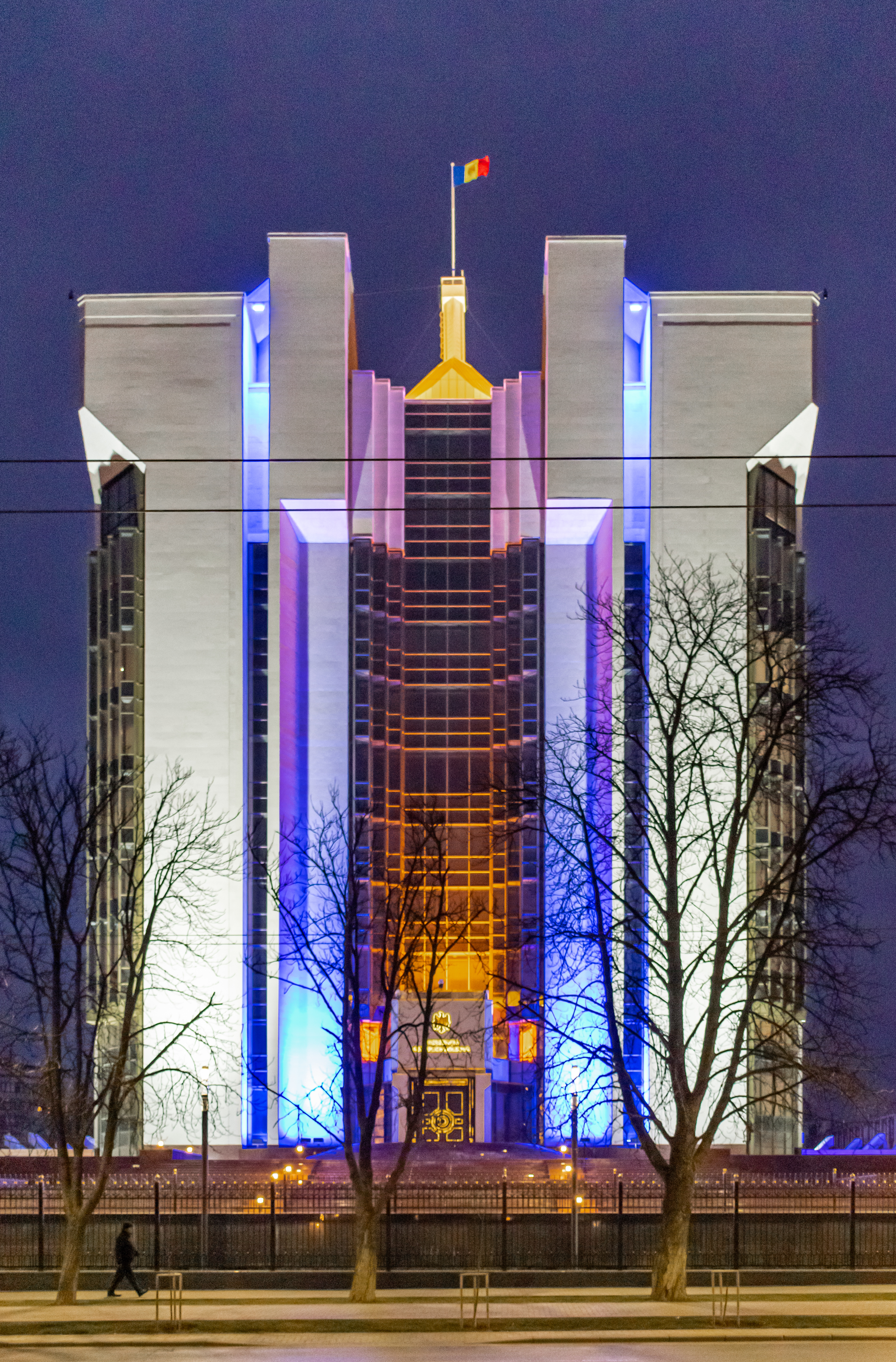
Palais présidentiel (Chișinău).

La politique en Moldavie repose sur un modèle d’État de république parlementaire multipartite, où le Premier ministre est le chef du gouvernement et le président chef de l’État. Ceux-ci détiennent le pouvoir exécutif tandis que le pouvoir législatif est partagé entre le gouvernement et le parlement. Le pouvoir judiciaire est, en principe, indépendant des deux premiers. La Moldavie, dans sa forme actuelle, obtient son indépendance de l’Union des républiques socialistes soviétiques en 1991 mais n’exerce pas sa souveraineté sur l’ensemble de son territoire, étant donné que la république séparatiste pro-russe appelée « Transnistrie » en contrôle 18%.

## Pouvoir exécutif
| Fonction                               | Nom          | Parti                      | Depuis           |
| -------------------------------------- | ------------ | -------------------------- | ---------------- |
| Président de la république de Moldavie | Maia Sandu   | Parti action et solidarité | 24 décembre 2020 |
| Premier ministre de Moldavie           | Dorin Recean | Indépendant                | 16 février 2023  |

Jusqu’en 2016, le président de la République était élu par le Parlement pour un mandat de quatre ans et devait réunir les 3/5e (soit 61) des 101 voix des parlementaires. Depuis 2016, il est élu au suffrage universel. Il désigne un candidat au poste de Premier ministre, qui doit ensuite recueillir un vote de confiance auprès du Parlement. Les autres membres du gouvernement, nommés par le Premier ministre, sont également soumis à l'approbation du Parlement.

## Pouvoir législatif
Le parlement compte 101 membres élus pour quatre ans au scrutin proportionnel.

## Politique extérieure et intérieure
Les enjeux de la politique moldave se situent comme sa position géographique entre l’Ouest (soit l’Union européenne, l’OTAN et la Roumanie), et l’Est (soit la CEI, l’Ukraine et la sphère d’influence russe).
Ce contexte conditionne non seulement ses relations extérieures mais aussi sa politique intérieure, car chaque sphère d'influence « joue sur des » (ou « sert de point d’appui aux », selon les points de vue) populations et partis politiques ayant des liens historiques, culturels et politiques préférentiels d’un côté ou de l’autre : de ce fait, la politique moldave depuis l’indépendance (août 1991) est une longue suite de conflits et de compromis plus ou moins satisfaisants, ou insatisfaisants pour chaque partie,.
Le pire moment de cette vie politique a été la Guerre du Dniestr de 1992, de même nature que celle du Donbass en Ukraine. L’équilibre établi depuis 2023 est le moins instable que le pays ait connu, avec le maintien dans la CEI, une forte opposition pro-russe mais qui a renoncé à rompre le partenariat avec l’UE signé en 2007 , un parlement presque à moitié pro-russe mais avec une (courte) majorité pro-européenne, et enfin une langue officielle qu’un arrêt de la Cour constitutionnelle a reconnu comme roumaine, conformément à la déclaration d’indépendance de 1991 et à la loi du 2 mars 2023 votée par le parlement moldave.
Revendiquée par les autochtones roumanophones lors des grandes manifestations de 1990, mais combattue par les colons slavophones, l’union entre la République de Moldavie et la Roumanie vise à sortir le pays de la CEI et de la  sphère d’influence russe pour l’ancrer dans l’Union européenne et si nécessaire dans l’OTAN. Ce mouvement appelé « roumaniste » (en roumain Românism, en russe Румынизм) est apparu à la faveur de la glasnost et de la perestroïka pendant le mandat de Mikhaïl Gorbatchev à la tête de l’URSS, en tant que mouvement indépendantiste alors dirigé par Mircea Druc et regroupant les courants non-communistes du pays, pour lesquels, comme en 1917, l’indépendance ne constituait qu’un premier pas vers l’union. Pour eux, le terme « moldave » ne devait pas désigner autre chose que l’identité régionale d’une Moldavie réunifiée comme région au sein d’une Roumanie démocratique sur le modèle parlementaire de 1918,.
À l’opposé, la majorité des politiques formés à l’école soviétique, soutinrent que même si les Moldaves sont liés aux Roumains par une langue et une culture « proches », on ne pouvait pas effacer le fait que la Moldavie a fait partie d’une communauté soviétique constituant elle-même « un univers entier » (comme l’affirma Vladimir Voronine). Ils rassemblèrent la quasi-totalité des non-moldaves (un tiers de la population) et une fraction des autochtones craignant le modèle européen occidental (qui leur fut présenté comme « fasciste »), en un mouvement pro-soviétique appelé « Interfront » qui, après l’indépendance et la dislocation de l'URSS, forma en 1994 le Parti communiste qui, après avoir pris le contrôle du Parti socialiste, est devenu le pivot d’un mouvement appelé « moldaviste » (en roumain Moldovenism, en russe Молдава́низм), pour lequel le terme « moldave » doit désigner une langue, un peuple et une ethnie différents des Roumains et donc différents aussi des habitants de la région roumaine de Moldavie (qui, pour la Roumanie, sont également des Moldaves... mais parmi les Roumains).
Après l’indépendance de 1991 et surtout après la Guerre du Dniestr de 1992 (qui apparaît a posteriori comme une préfiguration de celle du Donbass en Ukraine), le mouvement « roumaniste » s’est fragmenté en plusieurs partis formant l’actuelle Alliance pour l’intégration européenne, partis qui, l’un après l’autre, ont fini par abandonner l’unionisme et ne revendiquent plus que le droit, pour la majorité autochtone, de développer sa culture en libre relation avec la culture et la langue roumaine par-delà les frontières de la République, à égalité avec les descendants des colons qui, eux, peuvent librement développer leurs cultures respectivement russe, ukrainienne, gagaouze ou bulgare. Au référendum en 1994, dans un contexte de conflit avec la Russie, principal fournisseur d’énergie bon marché pour la Moldavie, l’union avec la Roumanie a finalement été rejetée par 95,4 % des votants soit plus de la moitié des électeurs et en 2016, les rares partis qui la revendiquent encore représentent moins de 10 % des voix, tandis que les « moldavistes » en recueillent près de la moitié en raison de la crainte de perdre les tarifs énergétiques préférentiels accordés par la Russie (investisseur très important) et de subir les crises économiques qu’a connu la Roumanie voisine depuis 2008.
Enfin, problème transversal à l’ensemble de la société moldave, la corruption et les inégalités croissantes, avec d’un côté des oligarques tout-puissants comme les milliardaires Vladimir Plakhotnyouk, Ilan Shor ou Renato Usatîi (qui financent les partis pro-russes, promettent de faire construire une « nouvelle muraille de Chine » à la frontière avec la Roumanie et sont l'objet d’enquêtes concernant l’« évaporation » du milliard d’euros d’aides européennes dont Donald Tusk, président du Conseil européen, exige la restitution) et de l’autre côté un quart de la population vivant sous le seuil de pauvreté et une importante expatriation de la population active. Cette corruption est régulièrement dénoncée par la société civile et les manifestations se multiplient. Parmi ces oligarques, Plakhotnyouk a quitté le pays l’été 2019 et reste depuis introuvable,,, après avoir uni contre lui deux forces politiques qui avaient jusque-là toujours été adverses : les pro-européens du Parti action et solidarité, conduit par l'opposante Maia Sandu, nouvelle première-ministre, et les pro-russes socialistes, dirigés par le président Igor Dodon,,,.

## Partis politiques

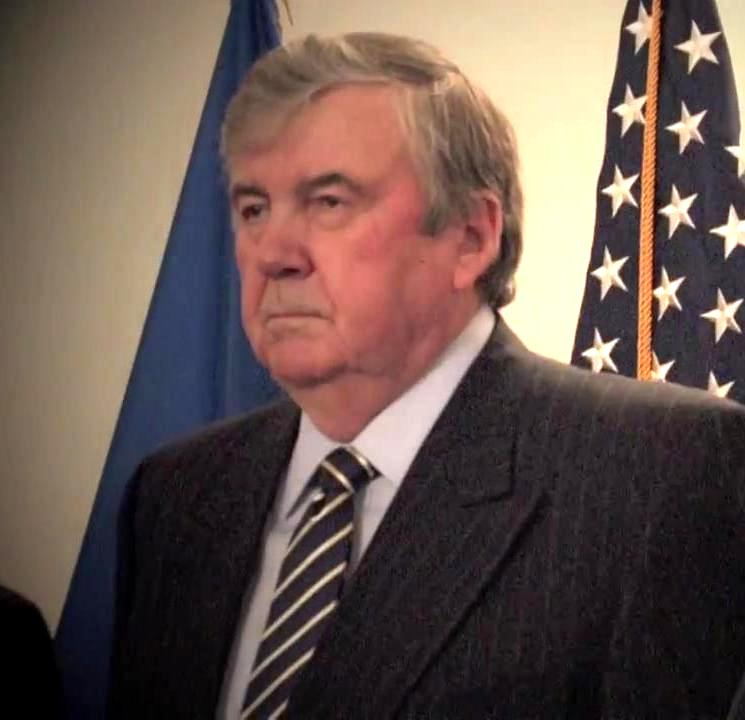
L'agrarien Mircea Snegur, « père de l'indépendance » et président de la Moldavie de 1997 à 2001.

À la suite des élections législatives de 2021, les principaux partis politiques sont les suivants :
- Parti action et solidarité (PAS) : 63 députés
- Parti des socialistes de la république de Moldavie (PSRM) : 25 députés
- Parti des communistes de la république de Moldavie (PCRM) : 10 sièges
- Parti Șor : 6 députés

## Élections
Entre 1992 et 1998, le Parti paysan ou « agrarien » a été le plus grand parti de Moldavie, et a dominé le parlement moldave, car l'électorat craignait alors autant une invasion armée russe (en raison de la guerre du Dniestr) que la crise économique à laquelle était confrontée la Roumanie voisine (en raison d'une transition difficile). Lors des élections législatives de 1994, le Parti paysan obtînt 43,18 % et 47 % des voix lors des élections locales de 1995. Ensuite, l'essor sur sa gauche du parti communiste reconstitué et sur sa droite des partis libéraux pro-roumains, polarisa politiquement la société moldave, scindée en deux « camps rivaux », pro-russes et communistes d'un côté, pro-européens et pro-roumains de l'autre. Cette radicalisation de la société moldave provoqua l'effondrement du parti agrarien lors des élections législatives de 1998 avec seulement 3,63 % des voix.
Depuis, malgré le rôle modérateur qu'à vainement tenté de jouer le président agrarien Snegur (élu en 1997, resté à la présidence jusqu'en 2001), le régime politique de la Moldavie est devenu de facto un « communisme de marché » inféodé à l'économie russe et politiquement dominé par le parti communiste moldave (dont la moitié des membres ont adhéré en 2012 au parti socialiste, désormais allié et solidaire du PC). Ce parti tolère des candidatures adverses mais s'appuie sur la dépendance énergétique du pays vis-à-vis de la Russie, pour garder le contrôle de l'économie même lorsqu'il n'est pas au pouvoir politique. Dans ce « communisme de marché », la structure de l'économie est un mélange de marché libre et de protectionnisme très peu social où les oligarques font et sont la loi quelle que soit la majorité parlementaire. C'est pourquoi Amnesty International ne considère plus la Moldavie comme un état de droit et relève de nombreuses violations des droits de l'homme lors des interpellations et des incarcérations, de nombreuses irrégularités dans les procédures judiciaires, de nombreuses entorses à la liberté de la presse et un usage immodéré du clientélisme, de l'intimidation et du chantage (notamment économique) dans la vie politique. Les rapports d'Amnesty International n'étant cependant pas pris en compte dans la politique des États, la Moldavie est considérée par la communauté internationale comme suffisamment démocratique pour que 99 % des demandes d'asile politique émanant de citoyens moldaves soient rejetées.
Dans les années 2000, l'électorat moldave se partage à peu de pourcentages près en deux moitiés égales. Les trois quarts des roumanophones votent pour les coalitions pro-européennes et pro-roumaines (qui, après avoir été unionistes, sont devenues en très grande majorité indépendantistes, mais tentent toujours d'alléger la tutelle russe : principalement parti libéral PLM, parti libéral-démocrate PLDM et parti démocrate PDM), dont le programme est de renforcer l'accord d'association avec l'UE, de privatiser l'économie par petits lots pour développer la classe moyenne afin d'intégrer le pays dans l'économie européenne, et de donner aux autochtones les mêmes droits culturels qu'aux minorités (selon la constitution actuelle, seules les minorités peuvent se considérer membres de nations dépassant les frontières de la République et définies par leurs langues, histoires et traditions propres, tandis que les moldaves autochtones, s'ils s'affirment membres de la nation roumaine, se placent dans la situation paradoxale d'être considérés comme allogènes dans leur propre pays, comme en témoignent les recensements).
De leur côté les non-roumanophones et un quart des roumanophones votent pour des partis pro-russes (principalement PCRM et PSRM) dont le programme est l'arrêt des privatisations et un référendum sur ce sujet,, l'adhésion de la Moldavie à l'union douanière Russie-Biélorussie-Kazakhstan, la dénonciation de l'Accord d'association entre la Moldavie et l'Union européenne et fédéralisation accrue de la République, revenant à reconnaître juridiquement la non-intégration de la Transnistrie et de la Gagaouzie dans la souveraineté de la Moldavie. Symboliquement, ils proposent aussi de changer le drapeau de la Moldavie adopté lors de l'indépendance du pays en 1991, trop semblable selon eux à celui de la Roumanie voisine, par un nouveau drapeau, représentant, sur le plan culturel, la « nationalité moldave, différente de la roumaine même si on parle la même langue, car une nation est une construction volontaire qui ne dépend pas de la langue, et nous, nous voulons construire notre propre nation ». À cela leurs adversaires pro-européens répliquent que si cette position était une question de principe, elle devrait s'appliquer à tous les citoyens du pays sans distinction, quelles que soient leurs langues et histoires, or elle ne s'applique qu'aux roumanophones tandis que les Russes, les Ukrainiens et tous les autres sont, pour leur part, libres de se considérer membres de leurs communautés linguistiques respectives et de considérer comme la leur l'histoire de leurs pays d'origine,.

### Élections de 2005

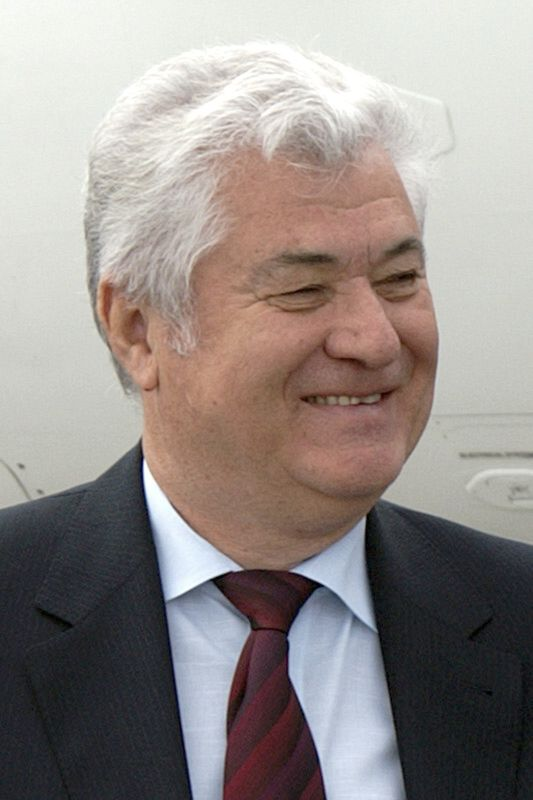
L'apparatchik communiste Vladimir Voronine, président de 2001 à 2009.

Le Parti des communistes de la république de Moldavie (PCRM), de « 100% pro-russe » auparavant, a infléchi sa position lors des élections du 6 mars 2005, recueillant 46 % des suffrages et remportant 56 sièges sur 101. Il était cependant en recul de 4 % et perd 15 sièges par rapport au précédent scrutin du 25 février 2001. La coalition « Moldavie démocratique » arriva en deuxième position et obtint 28,5 % des voix et 34 sièges. Cette coalition de centre était composée de trois formations : l'Alliance "Notre Moldavie" présidée par Serafim Urechean, maire de la capitale Chișinău, le Parti démocratique de Moldavie, présidé par Dumitru Diacov, ancien président du Parlement et le Parti social-libéral, dirigé par le politologue Oleg Serebrian. Le Parti populaire chrétien-démocrate, formation de droite, dirigé par Iurie Roșca, recueillit 9,1 % des suffrages et remporta 11 sièges.
Sans surprise, le président de la République de Moldavie, le communiste Vladimir Voronine, fut réélu le 4 avril 2005 par le Parlement pour un deuxième mandat de quatre ans à la tête de l’État. Depuis la réforme constitutionnelle de 2000, le président de la République doit, pour être élu, recueillir au moins la majorité des trois cinquièmes des cent un députés, soit soixante et un suffrages. Le Parti des communistes ne comptant que cinquante-six députés, Vladimir Voronine rassembla au-delà de sa propre formation, recueillant 75 voix, soit 14 de plus que le seuil minimal requis. Son seul opposant, le président de l’Académie des sciences, Gheorghe Duca, obtient une seule voix. Ce dernier avait été présenté par les communistes afin que le scrutin puisse se dérouler (le Bloc Moldavie démocratique et le Parti populaire chrétien-démocrate ayant renoncé à présenter un candidat).
Vingt-trois parlementaires du groupe de l’Alliance « Notre Moldavie », membre du Bloc Moldavie démocratique, ont suivi le mot d’ordre de Serafim Urechean, et ont refusé de participer à l’élection. 22 députés appartenant aux deux autres formations de ce Bloc – le Parti démocratique et le Parti social-libéral et les parlementaires du groupe de Parti populaire chrétien-démocrate, ont pris part à l’élection. Enfin, deux bulletins de vote ont été déclarés invalides.

### Élections de 2009
Dimanche 5 avril 2009, 2,5 millions d'électeurs ont été appelés à voter, surveillés par des observateurs internationaux, dont une délégation du Parlement européen. La députée européenne Marianne Mikko (Estonienne, Parti socialiste européen), à la tête de la délégation d'observation du Parlement européen, a observé de « réels progrès » par rapport aux élections législatives de 2005, tout en notant que des efforts supplémentaires devront être faits concernant la neutralité des chaînes de télévision et de radio publiques. La campagne a été marquée par des plaintes pour intimidation de la part d'électeurs ou de candidats pro-européens.
Selon la Commission électorale centrale moldave, le Parti communiste a obtenu 49,48 % des voix soit 60 mandats, un de moins que nécessaire pour pouvoir élire le chef de l’État. Par ailleurs, le Parti libéral a obtenu 13,14 % des voix (15 mandats), le Parti libéral-démocrate 12,43 % des voix (15 mandats) et l’alliance Notre Moldavie 9,77 % des voix (11 mandats).

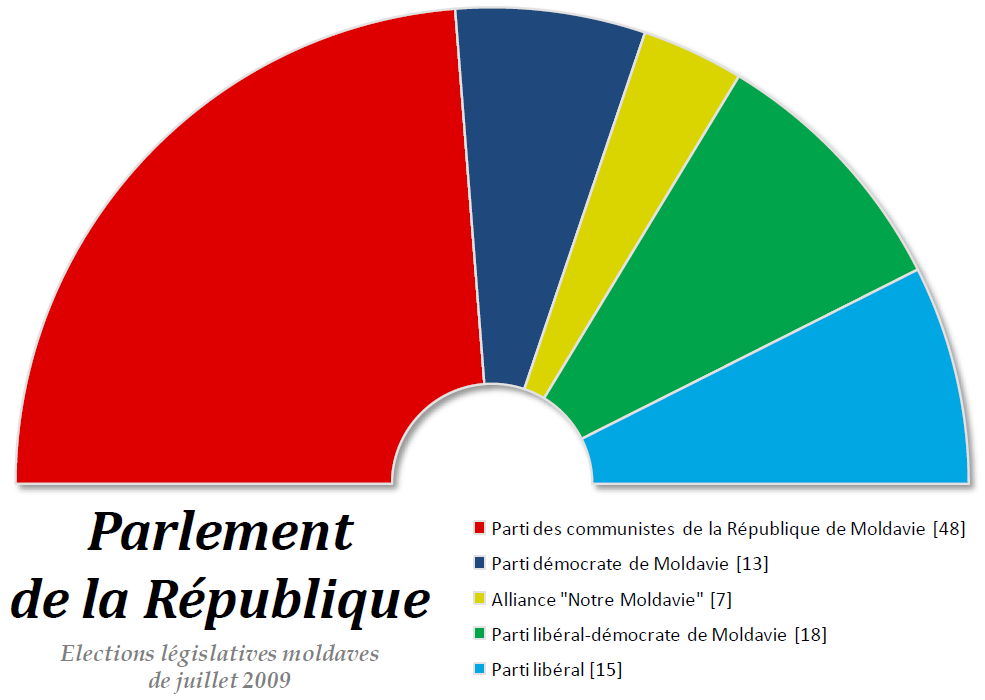
Composition du Parlement en juillet 2009.

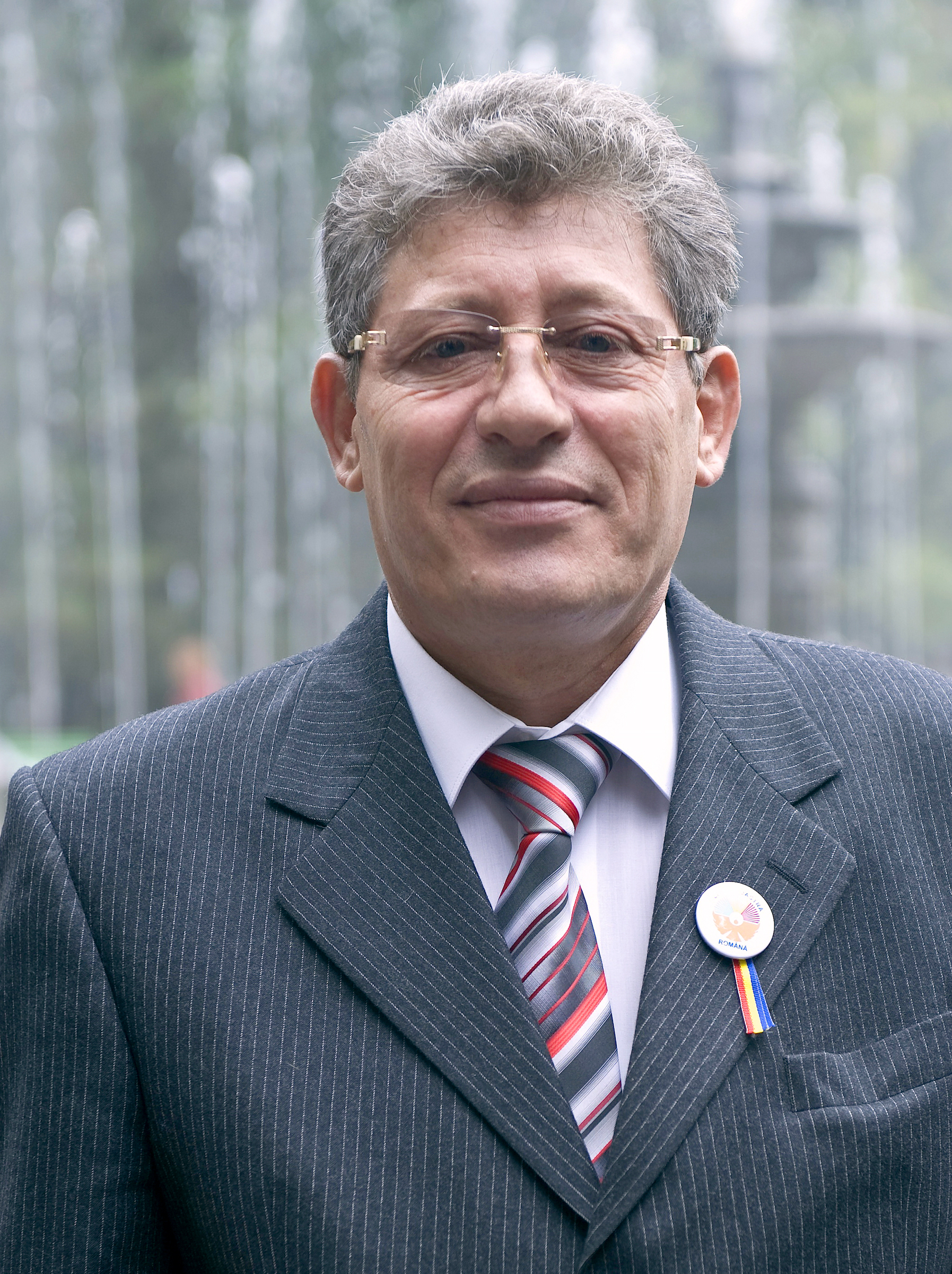
Mihai Ghimpu, président par intérim ayant succédé à Vladimir Voronine.

Comme le Parti communiste ne parvint pas à faire élire son candidat, de nouvelles élections durent être convoquées, marquant une nouvelle baisse des communistes avec 44,7 % des suffrages. Quatre autres partis politiques arrivèrent à dépasser la barre des 5 % leur permettant d'être représente au Parlement : ils réunirent 51 % des suffrages et formèrent la coalition « Alliance pour l'intégration européenne » (AIE) qui remporta 53 sièges, permettant à un nouveau gouvernement, dirigé par Vlad Filat, d'entrer en fonction. Cependant l'A.I.E. ne put pas élire son candidat à la présidence, ce qui aurait nécessité 61 voix. Dans cette situation, de nouvelles élections auraient dû être convoquées, mais la Constitution limitait le nombre d'élections pouvant être tenues dans un laps de temps si court, d'où situation de blocage.

### Référendum et élections de 2010
Afin de sortir que cette situation absurde, l'A.I.E. organisa un référendum pour l'élection du président de la République au suffrage direct, afin que des élections présidentielle et législatives puissent être tenues en même temps, en novembre 2010. Les communistes appelèrent bien sûr au boycott du scrutin, de sorte que le taux de participation fut de 30 %, alors qu'il aurait dû atteindre 33,3 % pour être valide. Une nouvelle dissolution du Parlement dut donc être prononcée. Des élections législatives se sont tenues le 28 novembre 2010, avec les résultats suivants :
- Parti communiste 39,29 % et 42 sièges,
- Parti libéral-démocrate 29,38 % et 32 sièges,
- Parti démocrate  12,72 % et 15 sièges,
- Parti libéral 9,96 % et 12 sièges,
- Alliance Notre Moldavie 2,05 % et aucun siège.

Le Parti communiste connut en 2010 une petite baisse avec un score que pourtant bien des partis communistes européens lui envient, tandis que les quatre partis politiques de l’Alliance pour l'intégration européenne (AIE), qui ont tous franchi la barre des 5 % nécessaires pour être représentés au Parlement, remportent ensemble plus que la majorité absolue : 59 sièges. Mais 61 sièges sont nécessaires pour élire le président de la République. En outre, le 28 décembre, les communistes bloquèrent l'élection du président du Parlement, qui aurait pu exercer l'intérim à la tête de l'État. Le Premier ministre démissionnaire, Vlad Filat, remplit de ce fait l'intérim de la présidence de la République pendant deux jours, le temps que les députés de l’AIE se mirent d'accord pour élire Marian Lupu à la présidence du Parlement le 30 décembre 2010, celui-ci devenant automatiquement chef de l'État par intérim.
En 2011, après son échec à l'élection municipale de Chișinău, le communiste Igor Dodon met en œuvre la scission consentie du PC en deux groupes d'importance égale : l'un reste communiste sous la présidence de Vladimir Voronin, l'autre adhère au Parti des socialistes de la république de Moldavie qui grossit alors considérablement et dont Dodon devient le président. Depuis, les deux partis sont étroitement coalisés et ont les mêmes positions pro-russes. Favorable à un renforcement de l'union douanière avec la Russie, le PSRM ainsi transformé arrive en tête des élections législatives du 30 novembre 2014. C'est toutefois la coalition pro-européenne sortante qui détient le plus grand nombre de sièges.

### Élections de 2014

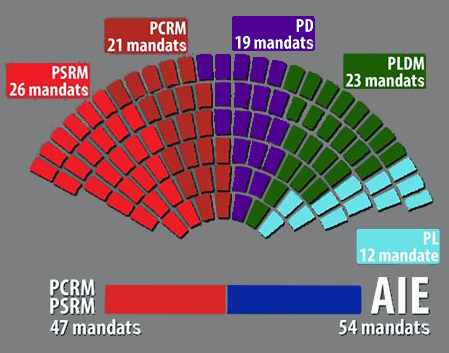
Composition du Parlement en novembre 2014.

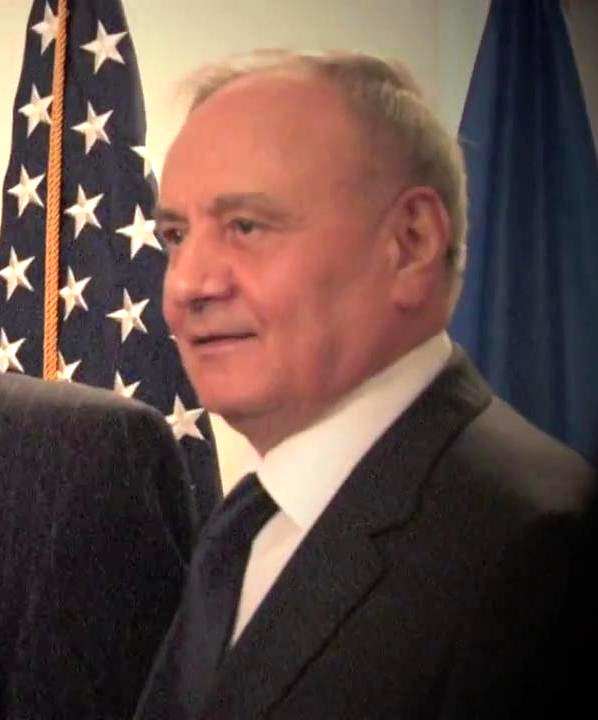
Nicolae Timofti, président de la Moldavie de 2012 à 2016.

En novembre 2014, les élections parlementaires montrent une grande stabilité de l'électorat par rapport à 2009 : l’Alliance pour l'intégration européenne des partis Démocrate (formé par la fusion des sociaux-démocrates et des chrétiens-démocrates), libéral-démocrate PDLM et libéral PL, remporte 54 sièges, contre 47 aux pro-russes qui se sont partagés, tout en restant très solidaires entre eux, en deux formations : le Parti communiste et le Parti socialiste. Iurie Leancă, Premier ministre depuis 2013, reste en poste jusque février 2015, date à laquelle Chiril Gaburici lui succède. Quarante-sept sièges forment une minorité de blocage et les pro-russes, jouant sur les craintes suscitées par la guerre en Ukraine orientale, n'ont débloqué le vote de confiance du Parlement (le 18 février 2015) qu'en échange de l'engagement du gouvernement de Chiril Gaburici (PDLM) de „sauvegarder de bonnes relations avec notre principal partenaire, la Russie".
En 2015-2016, le pays fait face à une grave crise politique. Les  manifestants dénonçant la toute-puissance et l'impunité des oligarques, la corruption des dirigeants, les chantages politiques et l'instabilité gouvernementale qui en découle.

### Élections de 2016

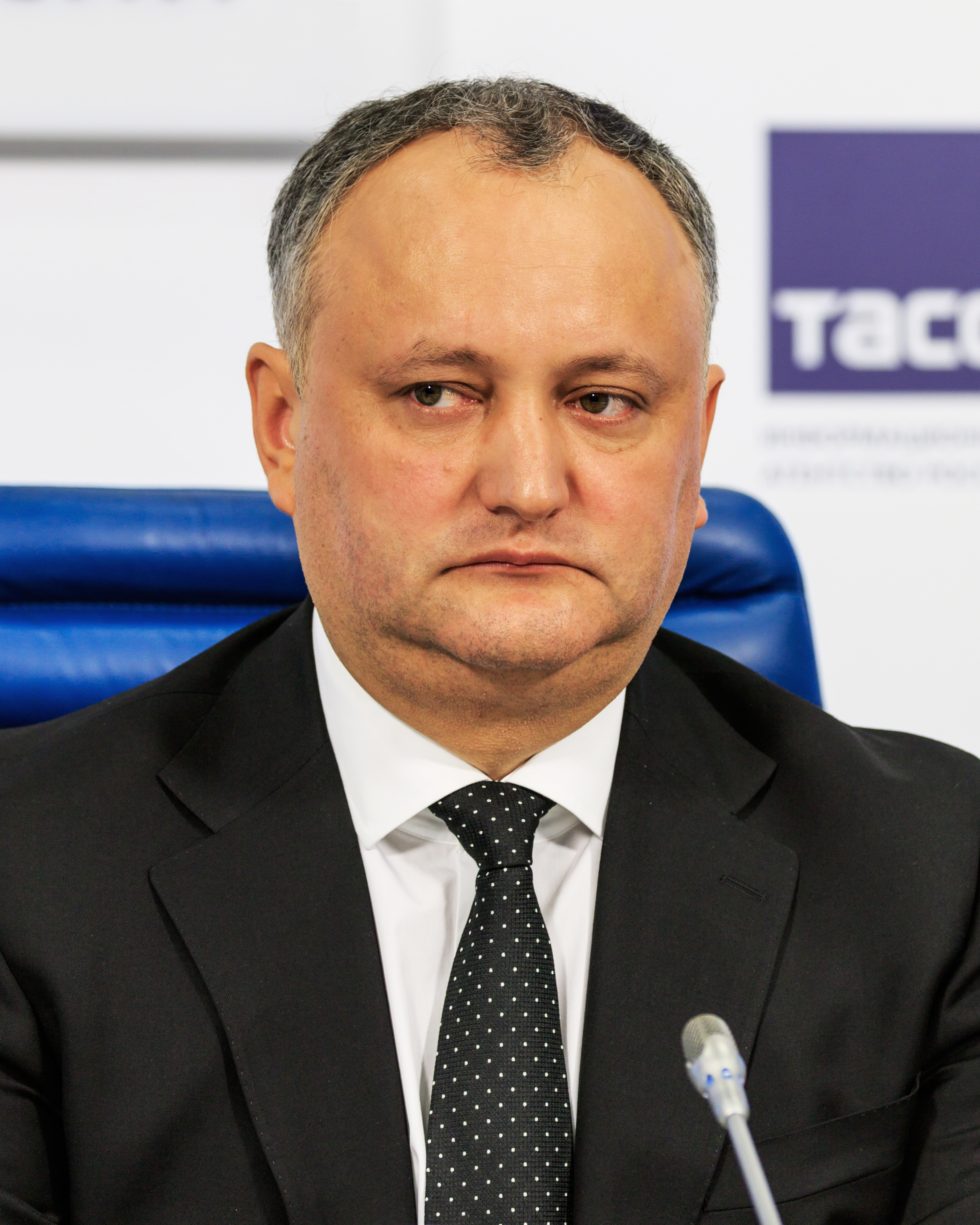
Igor Dodon, président de 2016 à 2020.

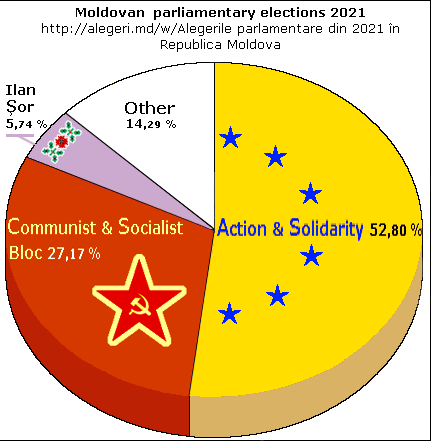
Diagramme du résultat des élections législatives moldaves de 2021.

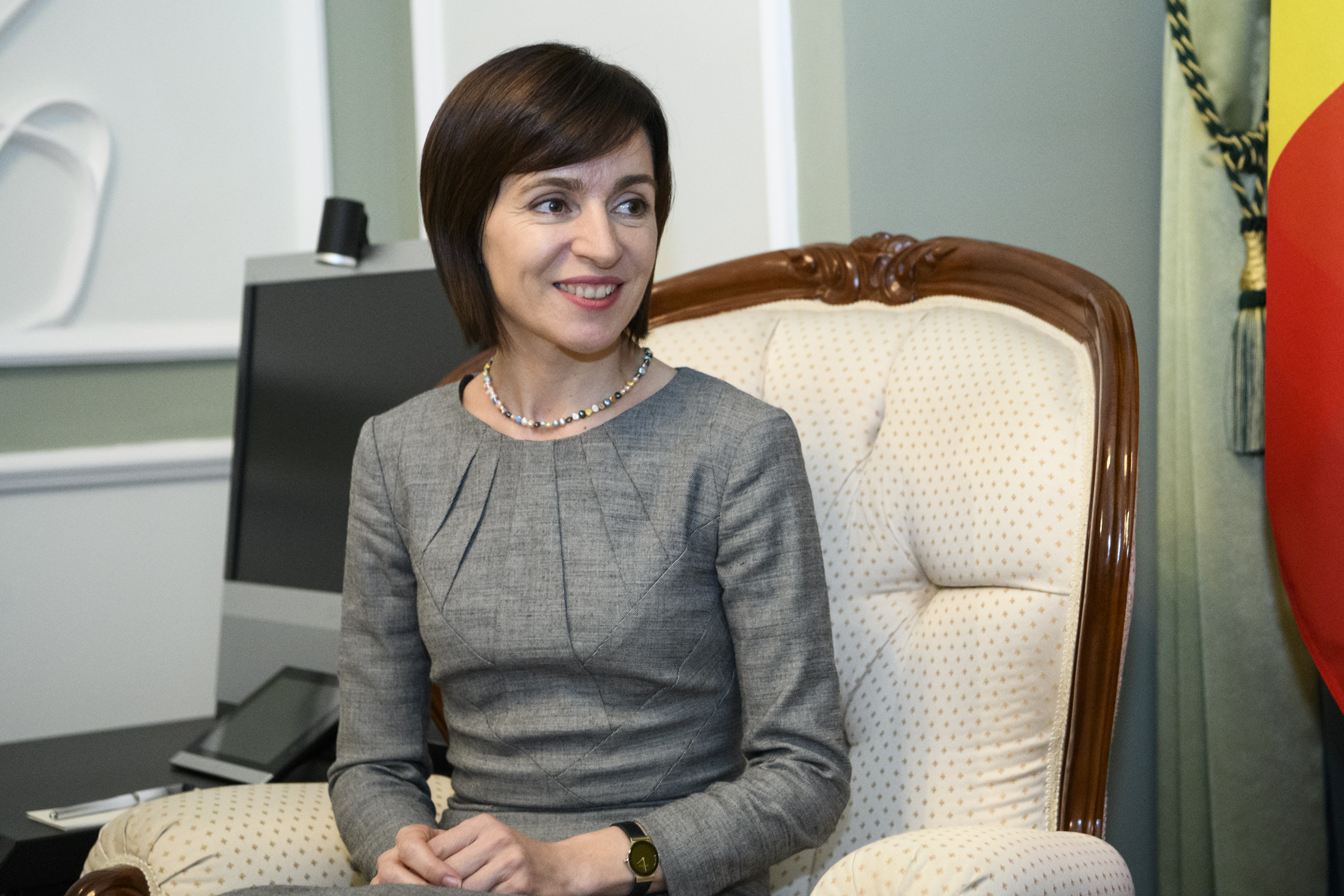
Maia Sandu, élue présidente en 2020.

Le 30 octobre 2016, le candidat pro-russe Igor Dodon, dénonçant les faiblesses et les crises dans l’Union européenne et promettant la prospérité grâce à un partenariat plus structuré avec la Russie, arrive en tête du premier tour et obtient 48,3 % des suffrages face à Maia Sandu, candidate de la coalition pro-européenne « Action et solidarité » qui a pris le relais des alliances « Moldavie démocratique » et « Pour l’intégration européenne »(38,4 %). Le second tour s'est tenu le 13 novembre 2016 : le taux de participation était de 53,27 % soit 1.601.425 bulletins donnant Igor Dodon gagnant avec 52,18 % des voix (835 210 bulletins) contre 47,82 % pour Maia Sandu (765 460 bulletins soit une différence de 69 750 voix). Il semble que les multiples signaux de faiblesse de l'Union européenne et de l'OTAN (attitude vis-à-vis de la Grèce, non-intervention dans le drame ukrainien, Brexit, passage de relais à la Russie en Syrie, accueil fait aux migrants, déclarations isolationnistes de divers dirigeants européens et de Donald Trump...) ne seraient pas étrangers à ce résultat, que la Moldavie partage d'ailleurs avec la Bulgarie dont les électeurs ont, eux aussi, élu également le 13 novembre 2016 le candidat eurosceptique pro-russe Roumen Radev.

### Crise constitutionnelle de 2019
Les résultats des élections législatives moldaves de 2019 mènent à la formation, le 8 juin, d'un gouvernement de coalition dirigé par la pro-européenne Maia Sandu d'ACUM, et les pro-russes socialistes d'Igor Dodon. L'accord de coalition prévoit notamment de lutter plus efficacement contre la corruption et le détournement de fonds européens, mais aussi de relancer le processus de fédéralisation du pays voulu par les pro-russes, pour essayer d'amener la Transnistrie à accepter, comme la Gagaouzie, la légalité républicaine internationalement reconnue du gouvernement de Chișinău. La République socialiste soviétique moldave était un État unitaire, mais lorsqu'elle proclama son indépendance en août 1991, les minorités du pays et les régions où elles étaient localement majoritaires proclamèrent leur volonté de rester en URSS et la sécession de ces régions (Gagaouzie et Transnistrie) par rapport au gouvernement de Chișinău. Depuis lors, les forces politiques pro-russes ont toujours prôné une fédéralisation de la Moldavie, et l'introduction dans la Constitution d'articles leur garantissant l'indépendance et le droit de s'unir à la Russie au cas où la Moldavie se rapprocherait de la Roumanie. Ce point mène à une crise constitutionnelle : le gouvernement sortant accuse la nouvelle coalition de vouloir « dépecer le pays » et le président Igor Dodon refuse d'appliquer la décision de la Cour constitutionnelle lui enjoignant de dissoudre le parlement. Le 9 juin, cette Cour le relève de ses fonctions, chargeant le Premier ministre démocrate Pavel Filip d'assurer l'intérim. Igor Dodon réagit en sollicitant une aide internationale (qui, dans ce pays, ne peut être que russe) tandis que Pavel Filip dissout le parlement et convoque de nouvelles élections pour le 6 septembre : celles-ci reconduisent la courte majorité pro-russe communiste et le socialiste.

### Élection présidentielle de 2020
Le second tour des élections du 15 novembre 2020 se traduit par la victoire de Maia Sandu avec 57,61 % des voix, Igor Dodon qui se représentait recueillant, quant à lui, 42,39 % des voix. Le parlement compte, depuis les élections législatives moldaves de 2021, une courte majorité pro-européenne (le Parti action et solidarité) et une forte minorité pro-russe (le bloc électoral des communistes et socialistes et le parti Șor, soit un tiers des sièges). La présidente pro-européenne M. Sandu continua donc à gouverner selon les compromis antérieurs, renonçant de facto à intégrer la Transnistrie dans la légalité républicaine et internationale pour ne pas augmenter l'hostilité de la Russie, qui ne cesse d'accuser la Moldavie de persécuter les russophones.
Mais l'hostilité russe s'intensifia avec l'invasion de l'Ukraine par la Russie en 2022 et avec l'abrogation, le 22 février 2023, du décret russe de 2012 exprimant la volonté du Kremlin de « trouver une solution légale pour la Transnistrie en respectant l'intégrité territoriale de la Moldavie », abrogation permettant à la Russie de reconnaître officiellement la sécession transnistrienne, comme elle l'a déjà fait avec l'Abkhazie ou l'Ossétie du Sud en Géorgie. En réaction à cette situation, la Moldavie entama une procédure d'adhésion de la Moldavie à l'Union européenne et décida d'aligner la législation moldave sur le « droit du sol », pour que tous les citoyens du pays soient également des « Moldaves » quelles que soient leurs langues, et que cessent les tensions politiques générées par la double-appellation de la langue majoritaire, conforme au « droit du sang ». Le 2 mars 2023, le parlement moldave a modifié l'article 13 de la Constitution, en remplaçant le nom « moldave » par « roumain » sur proposition de l'Académie des sciences de Moldavie, selon le modèle belge ou suisse où tous les citoyens du pays sont également des « Belges » ou des « Suisses » quelles que soient leurs langues. Depuis, les citoyens de la Moldavie sont désormais tous des Moldaves, avec le roumain comme langue usuelle de 78 % d'entre eux, à côté du russe, de l'ukrainien, du gagaouze et du bulgare,. L'opposition pro-russe a voté contre et organisé des manifestations « contre la dictature du PAS ».